# ボビー・ダンカン
ボビー・ダンカン（"Big Bad" Bobby Duncum、本名：Robert Eldon Duncum、1944年8月14日 - ）は、アメリカ合衆国の元プロレスラー。テキサス州オースティン出身。スペリングの通り、より原音に近いファミリーネームの表記は「ダンカム」だが、本項では日本で定着している表記を使用。
カウボーイ・ギミックの大型ラフファイターとして、NWA、AWA、WWFの各団体で活躍した。息子のボビー・ダンカン・ジュニアも元プロレスラーである。

## 来歴
ウエスト・テキサス州立大学ではアメリカンフットボールの選手として活躍。プロレスのリングには1966年から上がっていたが、1967年のNFL/AFLドラフト13巡目（全体331位）でNFLのセントルイス・カージナルスに指名され、1968年の1シーズン所属。退団後の1969年より本格的にプロレスラーに転向して、以降はテキサスを中心にジョージアやフロリダなどNWAの南部テリトリーを転戦する。
フロリダでは1971年7月1日にボブ・ループからブラスナックル王座を奪取。テキサス西部のアマリロ地区でも1972年にリッキー・ロメロやパク・ソンとブラスナックル王座を争うなど、ラフファイターとしてのキャリアを積んだ。アマリロ地区では同年3月13日にエルパソ、5月16日にオデッサにおいて、ドリー・ファンク・ジュニアが保持していたNWA世界ヘビー級王座に挑戦。7月9日にはディック・マードックと組んでマシオ駒&大熊元司を破り、ウエスタン・ステーツ・タッグ王座も獲得している。1973年はジョージア地区にて、ビル・ワットとの大型カウボーイ・コンビで活躍した。
1974年8月より、グラン・ウィザードをマネージャーに迎えてWWWFに進出。トニー・ガレア、ヘイスタック・カルホーン、ラリー・ズビスコ、S・D・ジョーンズなどから勝利を収めた後、11月18日と12月16日にニューヨークのマディソン・スクエア・ガーデンにおいて、ブルーノ・サンマルチノのWWWFヘビー級王座に連続挑戦した。以降も翌1975年6月にかけて、フィラデルフィアやボストンなどの主要都市でサンマルチノに再三挑戦している。
1976年からはAWAに参戦して、ボビー・ヒーナンをマネージャーにブラックジャック・ランザとカウボーイ・タッグを結成。同年7月23日、ディック・ザ・ブルーザー&クラッシャー・リソワスキーを破り第32代AWA世界タッグチャンピオンとなる。以降、翌1977年7月7日にグレッグ・ガニア&ジム・ブランゼルのハイ・フライヤーズに敗れるまで戴冠を続け、ランザと共にAWA世界ヘビー級王者ニック・ボックウィンクルの用心棒的なヒールとなって活躍した。
1978年にはフロリダ地区で覆面レスラーのザ・スポイラー2号（The Spoiler #2）に一時的に変身。同年6月27日、1号のドン・ジャーディンとの「ザ・スポイラーズ」でジャック&ジェリーのブリスコ・ブラザーズからフロリダ・タッグ王座を奪取した。素顔に戻ると、同年8月30日にジャック・ブリスコを下してフロリダTV王座を獲得。10月3日にはキラー・カール・コックスと組んでスティーブ・カーン&ジム・ガービンを破り、フロリダ・タッグ王座に返り咲いている。フロリダではゲーリー・ハートがマネージャーを務め、ダスティ・ローデスやペドロ・モラレスとも抗争を展開した。
1979年、キャプテン・ルー・アルバーノを新しいマネージャーとして再びニューヨークに登場。同年12月17日には空位となっていたWWFヘビー級王座を賭けて、MSGでボブ・バックランドと王者決定戦を行った。試合には敗れたものの、以降も約1年間に渡ってWWFをサーキットし、アンドレ・ザ・ジャイアントともMSGをはじめ北東部の各地で対戦。1980年12月29日にはMSGでアントニオ猪木のNWFヘビー級王座にも挑戦している。
同時期にはジム・クロケット・ジュニア主宰のNWAミッドアトランティック地区にも出場して、1980年から1981年にかけてブラックジャック・マリガンと大型カウボーイ同士の喧嘩試合を展開、同地区認定のブラスナックル王座を争った。同地区ではジン・アンダーソンのマネージメントのもとレイ・スティーブンスやジミー・スヌーカと共闘、当時フェイスターンしていたリック・フレアーやマスクド・スーパースターとも対戦した。ダンカン自身も、1981年は地元テキサスのサンアントニオ地区にて一時的にベビーフェイスに転じており、タンク・パットン、バック・ロブレイ、タリー・ブランチャードらと対戦、ディック・スレーターが保持していたTV王座にも挑戦した。
1982年からはAWAに復帰して、WWF時代の盟友でもあるケン・パテラとブラック&ブルー・エクスプレス（The Black & Blue Express）なるタッグチームを結成。このときもヒーナン・ファミリーの一員として悪党AWA王者ボックウィンクルをサポートし、当時AWAで大ブレイクしていたハルク・ホーガンと軍団抗争を繰り広げた。同年はAWAとの提携ルートでオーストリアのCWAに遠征、12月6日にグラーツにてオットー・ワンツのCWA世界ヘビー級王座に挑戦している。
その後も主力ヒールとして各地に参戦し、セントルイスのキール・オーディトリアムにも度々出場してマイク・ジョージやブルーザー・ブロディと対戦。1983年はJ・J・ディロンをマネージャーに迎えて久々にフロリダに登場、ローデス、マリガン、バリー・ウインダム、ロン・バスらと抗争を展開した。古巣のAWAでは、1985年4月21日にセントポールで開催されたビッグイベント "StarCage 1985" に、ヒールターンしたビル・ロビンソンと組んで出場している。
キャリア末期はサンアントニオのテキサス・オールスター・レスリングにて再びベビーフェイスとして活動、同じくフェイスのポジションにいたブロディとも共闘し、ワンマン・ギャング、ハクソー・ヒギンズ、イライジャ・アキーム、カリーム・モハメッドなどと対戦した。1986年には再びオーストリアに遠征、8月11日にウィーンにてワンツのCWA世界ヘビー級王座に再挑戦した。

### 日本での活躍
初来日はデビュー年の1969年4月に開催された日本プロレスの『第11回ワールドリーグ戦』だが、キャリア不足もあって戦績は振るわなかった。当時はカウボーイ・スタイルではなく、アメリカンフットボールのヘルメットを被っていた。1972年5月の再来日では、シリーズ後半戦に特別参加したボボ・ブラジルのパートナーに起用され、6月8日に宮城県スポーツセンターにてジャイアント馬場と坂口征二の東京タワーズが保持していたインターナショナル・タッグ王座に挑戦している。
1973年11月と1975年7月には全日本プロレスに参戦。ブルーノ・サンマルチノに連続挑戦するなどしてヒールのビッグネームとなっていた1975年には、ウエスト・テキサス大学の後輩であるスタン・ハンセンが1シリーズを置いて全日本に初来日しているが、当時はダンカンの方が圧倒的に格上だった。
1980年代からはWWFとの提携ラインで新日本プロレスの常連外国人となる。新日本初参加となる1981年の『新春黄金シリーズ』では、最終戦の2月12日に後楽園ホールにて、前年にMSGで対戦したアントニオ猪木とのシングルマッチが行われた。同年5月には『MSGシリーズ』の第4回大会にも出場。公式戦で対戦したスタン・ハンセンとはシリーズ中にタッグも組んでいる。当時の実況アナウンサーだった古舘伊知郎は、野性的なブルファイターのハンセンに対し、ダンカンを都会的な雰囲気を持つ「アーバン・カウボーイ（Urban Cowboy）」と表現していた。
当時の日本マットは新日本プロレスと全日本プロレスのレスリング・ウォーが激化し、団体間での選手の引き抜きが横行していた。ダンカンは旧知の間柄であるテリー・ファンクの要請でハルク・ホーガンの全日本移籍を画策していたが、新日本が大幅なギャラアップを提示してホーガンを慰留したため実現しなかったとされている（厚待遇での自分自身の移籍を仲介の条件としたダンカンに馬場が難色を示し、この話は幻になったともされる）。
こうした背景もあってしばらく新日本プロレスへの来日は途絶えていたが、1983年11月、『MSGタッグ・リーグ戦』の第4回大会にカート・ヘニングと組んで参戦。翌1984年3月の『ビッグ・ファイト・シリーズ第1弾』への参加が最後の来日となった。

## エピソード
- 1974年にWWWFのMSG定期戦において2回連続で対戦したブルーノ・サンマルチノは、生前のインタビューで "Underestimated Wrestler" （過小評価されているレスラー）としてダンカンの名前を即座に挙げており、「1973年のオールジャパンのツアーで一緒だったが、パワーといいスタミナといい申し分のないレスラーで、帰国後にマクマホンに私への挑戦者として推薦した。2回だけで終わったが、もっと多くのチャンスを与えたかった」などと語っている[42]。
- 酒豪として知られ、ミスター高橋は新日本プロレスに参加した外国人選手の中では10傑に入ると自著で評価している[43]。
- しかしながら、それがレスラーとしてのマイナス要因であったとする向きもあり、ニック・ボックウィンクルもダンカンの生活態度を好ましくないと指摘していた。『週刊ファイト』の初代編集長だった井上義啓は、ダンカンを「アルコール漬け」と評した。
- 1970年代のスタン・ハンセンのビジュアル・イメージは先輩であるダンカンの影響下にあった。両者は1979年、AWAでも短期間ながらタッグを組んでいる（当時のAWA世界タッグ王者チームのバーン・ガニア&マッドドッグ・バションに挑戦し、同年8月15日にカナダのマニトバ州ウィニペグにおいてタイトルを奪取したともされている[15]）。後年、息子のボビー・ダンカン・ジュニアも全日本プロレスでハンセンのタッグパートナーを務めた。
- ダンカン・ジュニアはWCWではカート・ヘニング率いるウエスト・テキサス・レッドネックスの一員として活躍したが、父ダンカンは若手時代にカートの父ラリー・ヘニングに鍛えられ、カートは新日本プロレスのMSGタッグ・リーグ戦に初来日した際にダンカンのリードを受けていた。ヘニング親子とダンカン親子は、それぞれ2代に渡ってお互いの面倒を見ていたことになる。

## 得意技
- ブルドッギング・ヘッドロック
- オクラホマ・スタンピード
- ショルダー・ブロック
- ニー・ドロップ
- エルボー・ドロップ
- エルボー・バット
- シュミット式バックブリーカー

## 獲得タイトル
アメリカン・レスリング・アソシエーション
- AWA世界タッグ王座：1回（w / ブラックジャック・ランザ）[15]

NWAビッグタイム・レスリング
- NWAテキサス・タッグ王座：1回（w / クリス・コルト）[44]

チャンピオンシップ・レスリング・フロム・フロリダ
- NWA南部ヘビー級王座（フロリダ版）：1回[45]
- NWAフロリダ・ブラスナックル王座：1回[7]
- NWAフロリダ TV王座：1回[19]
- NWAフロリダ・タッグ王座：3回（w / ディック・マードック、キラー・カール・コックス、ザ・スポイラー1号）[18]
- NWAフロリダ・グローバル・タッグ王座：1回（w / アンジェロ・モスカ）[46]

NWAウエスタン・ステーツ・スポーツ
- NWAテキサス・ブラスナックル王座（アマリロ版）：2回[8]
- NWAウエスタン・ステーツ・タッグ王座：1回（w / ディック・マードック）[10]

ジョージア・チャンピオンシップ・レスリング
- NWAジョージア・タッグ王座：1回（w / スタン・バション）[47]

ミッドアトランティック・チャンピオンシップ・レスリング
- NWAブラスナックル王座（ミッドアトランティック版）：1回[48]

## マネージャー
- グラン・ウィザード（WWF）
- ルー・アルバーノ（WWF）
- ボビー・ヒーナン（AWA）
- ジン・アンダーソン（MACW）
- ゲーリー・ハート（CWF）
- J・J・ディロン（CWF）
- ジョナサン・ボイド（SCW）